# Rasmus Pedersen (politiker)
 For alternative betydninger, se Rasmus Pedersen. (Se også artikler, som begynder med Rasmus Pedersen)
Rasmus Pedersen (født 7. marts 1805 i Mullerup syd for Kerteminde, død 21. maj 1882 på Sværupgård i Vigerslev Sogn) var en dansk fæstebonde og sognefoged. Pedersen var medlem af Folketinget valgt i Odense Amts 1. valgkreds (Nyborgkredsen) 1849-1852. Han genopstillede ikke ved folketingsvalget 1852.